# Cleidogona georgia
Cleidogona georgia är en mångfotingart som beskrevs av Shear 1972. Cleidogona georgia ingår i släktet Cleidogona och familjen Cleidogonidae. Inga underarter finns listade i Catalogue of Life.